# Ragnar Benediktson
Ragnar Benediktson, född 24 april 1930 i Aborg, Assens, död 2013 i Hillerød, var en dansk-svensk arkitekt. 
Benediktson, som var son till vagnmakare Hjalmar Benediktson och Anna Hansen, avlade byggmästarexamen i Odense 1952. Han var arkitekt hos Bay & Vinding A/S i Holte 1952–1954, hos arkitekt Frede Halleløv i Haslev 1954–1957, hos arkitekt Bent Brangstrup i Köpenhamn 1959–1961, på Tage Møller Arkitektbyrå AB i Malmö 1961–1966 och bedrev egen arkitektverksamhet från 1966.